# Haptanthus
Haptanthus  (лат.) — монотипный род цветковых растений, содержит единственный вид Haptanthus hazlettii. Выделяется в самостоятельное семейство Haptanthaceae порядка Самшитоцветные.

## Ботаническое описание
Haptanthus hazlettii невысокое дерево (приблизительно 5 м), с гладким серым с темными пятнами стволом (диаметром около 5-10 см), начинает ветвиться на уровне приблизительно 0,5 м (см. фотографию). Крона нерегулярная, терминальные ветки — длинные, покрыты листьями до основания, ветви нерегулярные, на части веток есть моноподиальный прирост этого года. Старые листья супротивные, коротко-черешковые, листовая пластинка — вниз под 45 градусов, на конце изогнутая, переходящая в капельницу (около 1 см). С 4-7 парами жилок второго порядка , петлевидно замыкающимися приблизительно в 5 мм от края листа. Старые листья сверху блестящие, темно-зеленые, с нерегулярными серебристыми пятнами (до 5 мм диаметром). Обратная сторона светлее, зеленая, с вдающейся средней жилкой и слабо-выдающимся жилками второго порядка (на верхней стороне жилки второго порядка вдавленные). Край листа волнистый, не зубчатый, почти цельный. Соцветия в пазухах старых листьев на терминальных самых высоких, т. е. близких к солнцу, ветках. Нижние ветки (теневые) без соцветий. Некоторые верхние ветки, особенно молодые участки, тоже лишены соцветий.

## Ареал
Встречается на территории департамента Атлантида в Гондурасе.

## Систематическое положение
Род Haptanthus был выделен в самостоятельное семейство Шипуновым в 2005 году, однако во многих системах, в том числе в системе APG (2001) и системе Голдберга, систематическое положение таксона остаётся неясным из-за недостатка данных.
Система LAPG II (2007) выделяет его в отдельное семейство Haptanthaceae.
Голдберг из Смитсоновского института предпочитает не относить его к какому-либо семейству, пока не будет проведено его сравнение с другими семействами. Наиболее вероятными родственниками Haptanthus могут быть семейства флакуртиевые и молочайные. Haptanthus является настоящей таксономической загадкой.
Дуст отмечает его сходство с самшитовыми, однако отрицает его принадлежность к другим семействам и предпочитает его оставить неразмещённым. Попытки исследовать образцы ДНК из одного известного образца были неудачными.
Было предпринято несколько попыток обнаружить ещё какой-либо образец Haptanthus, однако это удалось сделать лишь в 2010 году экспедиции А. и Е. Шипуновых. С 2010 года было обнаружено еще несколько десятков растений, в том числе растения с плодами. В настоящее время несколько экземпляров культивируется в ботаническом саду Ланцетийя, недалеко от города Тела, Гондурас.